# Nati nel 1164
| Questa pagina contiene informazioni ricavate automaticamente dalle voci biografiche con l'ausilio del template Bio e di un bot. L'aggiornamento è periodico e automatico e ricostruisce completamente la pagina. Se manca una persona in questa lista, sei pregato di non aggiungerla, ma accertati piuttosto che la sua voce biografica contenga il template Bio e che i dati anagrafici siano correttamente compilati. Se il template Bio manca, inseriscilo tu stesso o, in alternativa, metti l'avviso {{tmp\|Bio}} che ne segnala la mancanza. Se i dati riportati sono sbagliati, correggi direttamente la voce biografica; le modifiche saranno visibili in questa lista entro pochi giorni. Per chiarimenti vedi il progetto biografie. La lista contiene solo le 7 persone che sono citate nell'enciclopedia e per le quali è stato implementato correttamente il template Bio. Pagina aggiornata al 10 mar 2025. |

- 6 luglio - Federico V di Svevia, duca († 1169)
- 28 dicembre - Rokujō, imperatore giapponese († 1176)
- Aldebrando di Fossombrone, vescovo cattolico italiano
- Hatakeyama Shigetada, militare giapponese († 1205)
- Folco Scotti, vescovo cattolico e santo italiano († 1229)
- Sverker II di Svezia, re († 1210)
- Salinguerra II Torelli, nobile e politico italiano († 1244)